# Джон Годольфін Беннетт
Джон Годольфін Беннетт (англ. John Godolphin Bennett; 8 червня 1897 — 13 грудня 1974) — британський науковець і письменник. Він найбільш відомий своїми книгами з психології та духовності, зокрема про вчення Г. І. Гурджиєва. Беннетт зустрівся з Гурджиєвим у Стамбулі в жовтні 1920 року, а пізніше допоміг координувати роботу Гурджієва в Англії після переїзду гуру до Парижа. Він також брав активну участь у створенні британської секції руху Субуд і став співзасновником його британської штаб-квартири.
Беннетт народився в Лондоні, Англія; здобув освіту в Королівській коледжній школі в Лондоні; Королівській військовій академії у Вулвічі; Школі військової інженерії в Чатемі; та Школі сходознавства в Лондоні. З 1938 року він був членом Інституту палива в Лондоні; головою Конференції дослідницьких асоціацій у 1943—1945 роках; головою Ради з виробництва твердого палива Британського інституту стандартів у 1937—1942 роках; Голова правління та директор Інституту порівняльного вивчення історії, філософії та наук, Кінгстон-на-Темзі, 1946—1959.